# Les Trois Étoiles du Bonheur

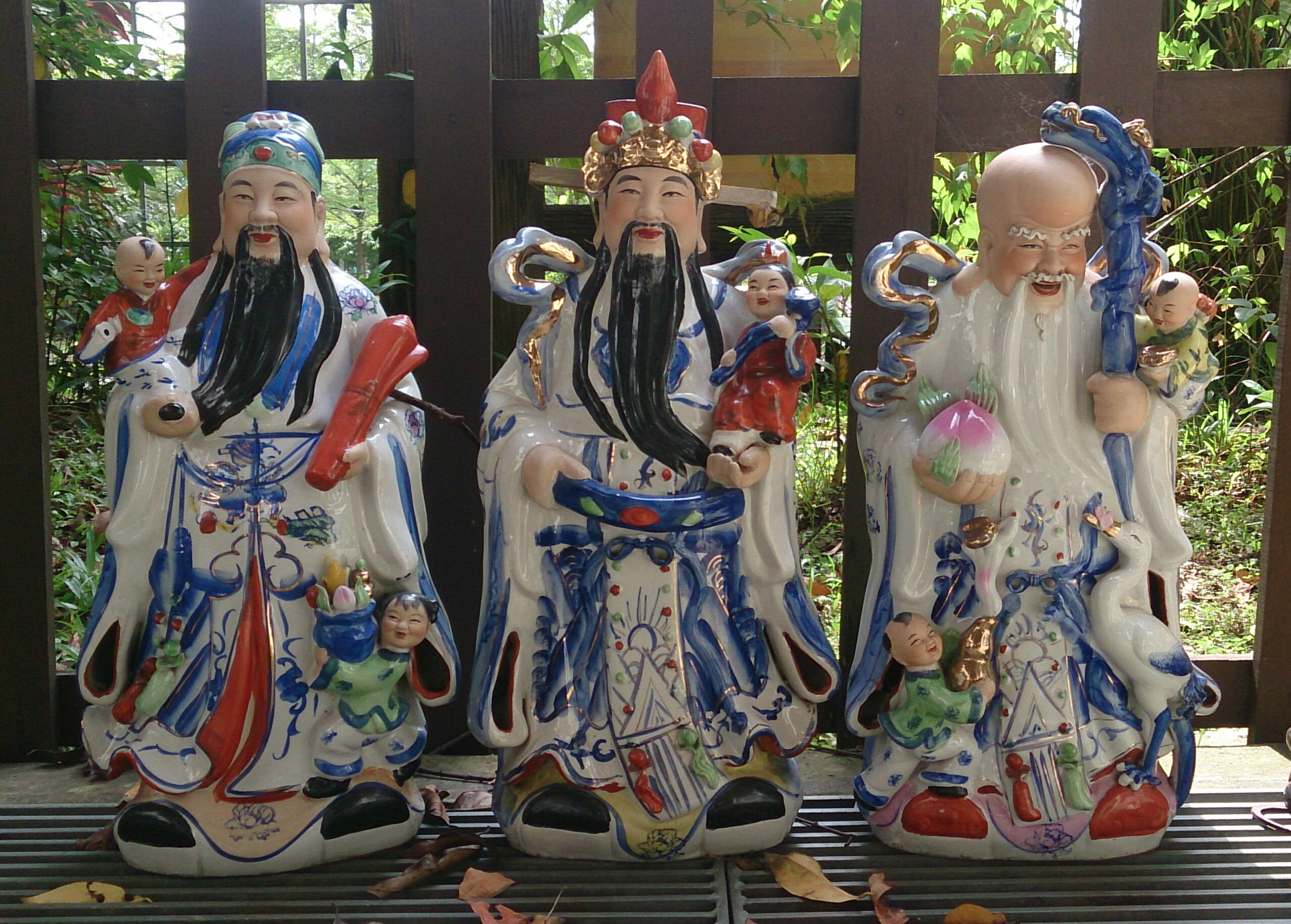

San Xing (chinois : 三星 ; pinyin : Sān Xīng ; EFEO : San Sing) « Les Trois Astres », sont trois Esprits/dieux qui sont considérés comme les « Trois Esprits ou Dieux du Bonheur », ils sont composés de « L'Étoile du Bonheur », « L'Étoile de la Prospérité » et « L'Étoile de la Longévité » ; à ne pas confondre avec les San Qing « Les Trois Purs » (三清) qui sont au sommet du panthéon chinois.
On les appelle aussi :

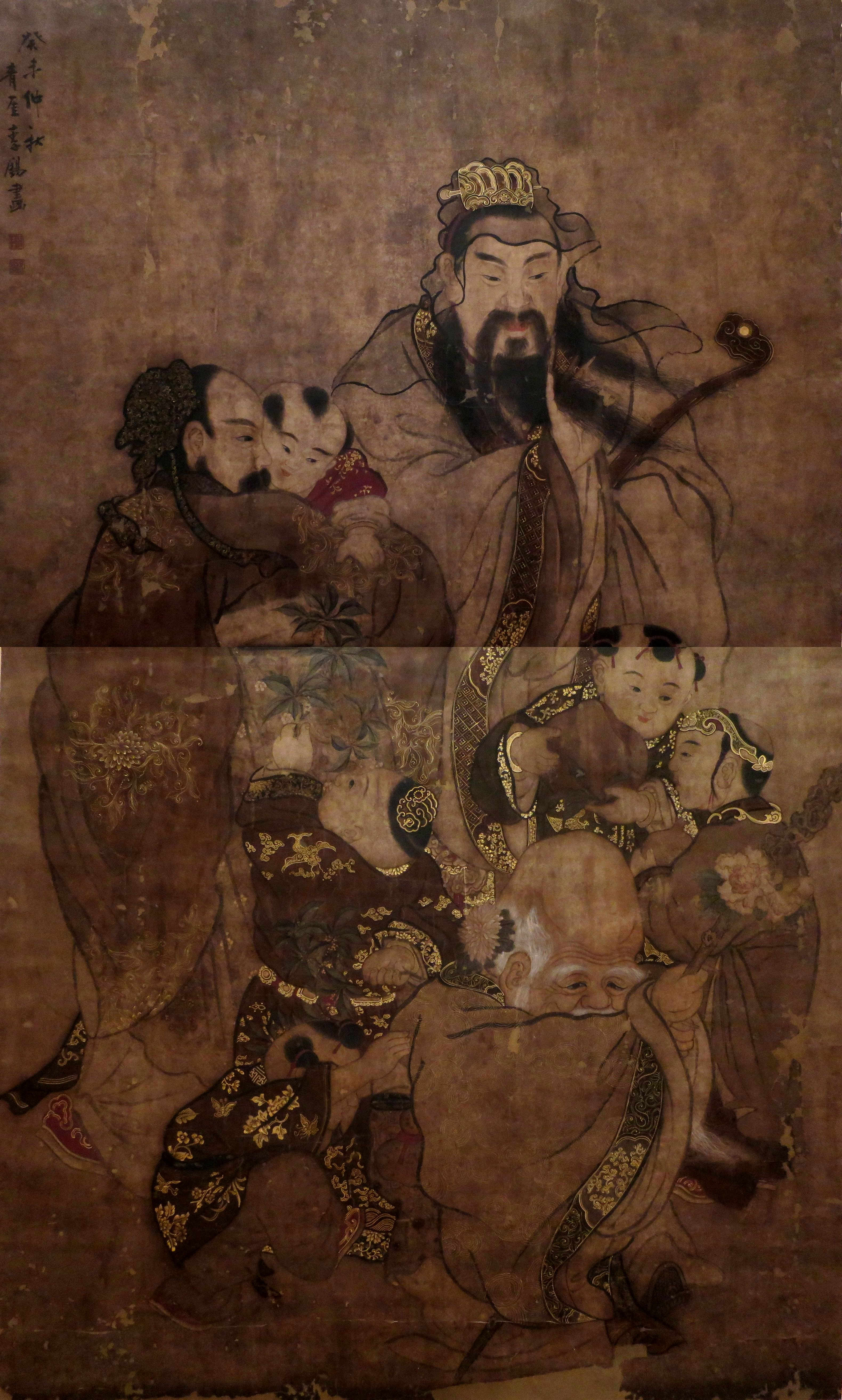

- Fú Lù Shòu Sān Xīng  (福禄寿三星) « Les Trois Étoiles Lu, Fu et Shou »,
- Fú Lù Shòu Sān Shén (福禄寿三神) « Les Trois Esprits/Dieux du Bonheur Lu, Fu et Shou »,
- Fú Lù Shòu Sān Xiān (福禄寿三仙) « Les Trois Immortels Fu, Lu et Shou »,
- Fú Lù Shòu Xǐ (福禄寿喜) « Les Trois Saluts Fu, Lu et Shou »
- ou bien encore Fú Lù Shòu Sān Lǎo « Les Trois Vénérables Aînés Fu, Lu et Shou »
- et Sān Xīng Gōng Zhào (三星供照) « Les Trois Félicités qui se Rencontrent (ou se Saluent) ».

Innombrables et variés sont leurs noms.

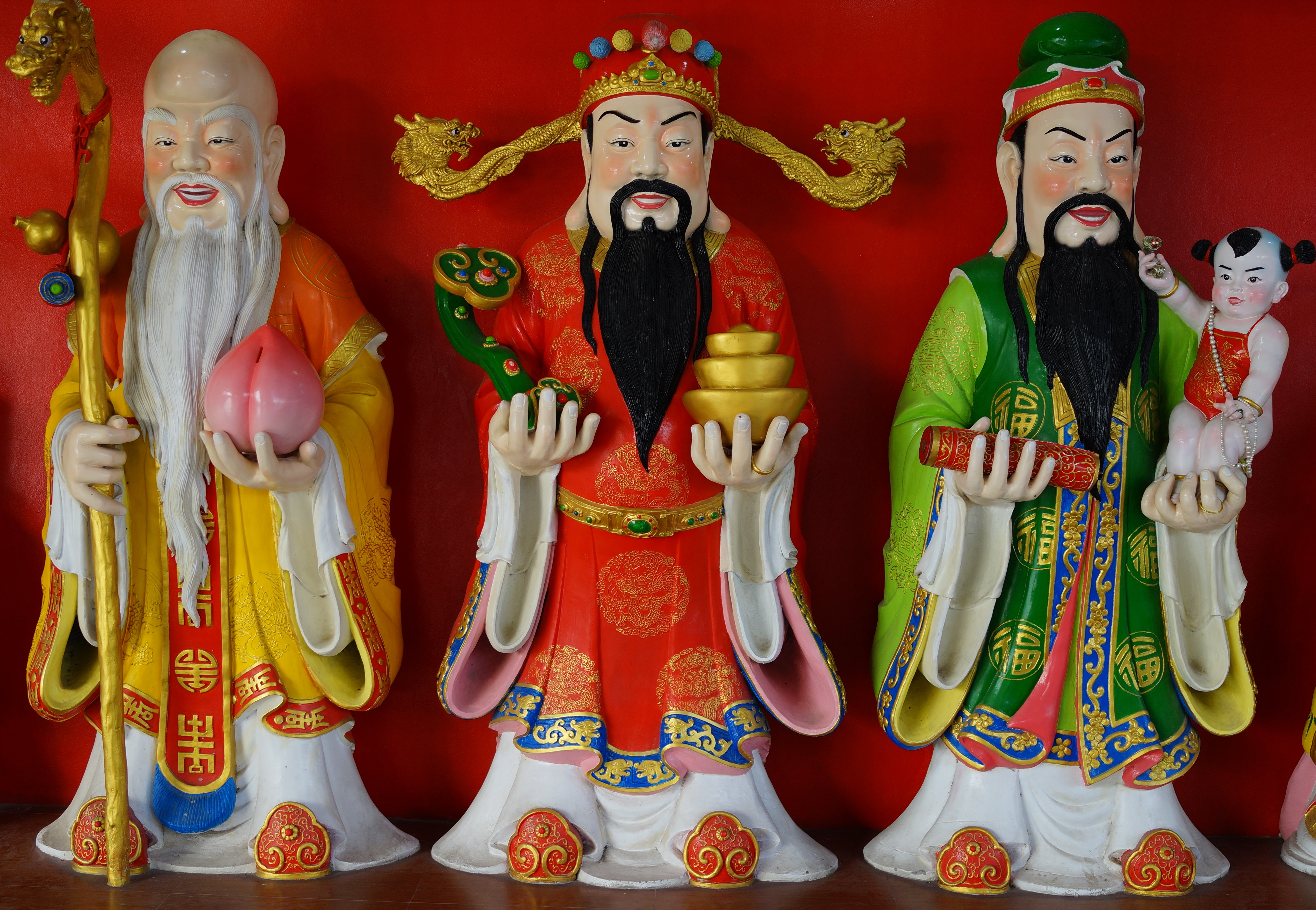

## Origine
C'est à partir de la Dynastie Ming (明朝), c'est-à-dire entre le XIVe et le XVIIe siècle (1368-1644 après J.-C.) que vint l'idée de représenter les divinités de la Bonne Fortune ou du Bonheur sous forme humaine. Pour cela, on choisit parmi le panthéon déjà existant, trois Esprits/Dieux qui représenteraient le mieux cette fonction ; ce furent celui des « Émoluments ou Salaires », celui de « la Richesse » et celui de la « Longévité ». Tous trois devaient devenir inséparables à l'avenir pour apporter tout le bonheur au peuple.

### Fu Xing
(chinois : 禄星 ; pinyin : Fú Xīng ; EFEO : Fu Sing) « L'Étoile/Astre du Bonheur » ou « L'Étoile/Astre de la Bonne Fortune », plus connu en tant que Fú Shén (福神) « L'Esprit/Dieu du Bonheur ». L'histoire raconte qu'il s'appelait autrefois Yáng Chéng (陽城) et qu'il exerça la charge de Juge criminel de Dào Zhōu (道州) au Hú Nán (湖南). L'Empereur Wǔ Dì (武帝) de la Dynastie Liáng (梁朝) (502-557 ap. J.-C.) avait coutume de recruter des gens de petite taille, voir des pygmées comme comédiens ou serviteurs du palais, pour son plaisir personnel. Chaque année, c'était par centaines que ces pauvres gens se voyaient désignés pour cette corvée, si bien que les liens de parenté et la constitution même des familles s'en trouvaient gravement atteint. Quand Yáng Chéng fut chargé d'administrer cette ville, il rédigea un placet où il déclara que ces personnes étaient au même titre que les autres, des sujets de l'Empereur et non ses esclaves. Au lieu de s'en offusquer, tout au contraire, l'Empereur fut touché par cette missive, et dès ce jour, il cessa de recruter ces pauvres gens.
Pour le remercier de ses bienfaits, les habitants de cette préfecture élevèrent des statues en son honneur et lui firent des sacrifices. Dans toute la région il fut vénéré comme « l'Esprit/ le Dieu du Bonheur ». Cette dévotion se répandit dans tout l'empire, lettrés et plébéiens l'honorèrent ; dès lors il fut considéré comme « l'Esprit/ le Dieu du Bonheur et de la Félicité ». 
Fú Xīng est souvent confondu avec Lù Xīng, mais son apparence est celle d'un homme fort, il est représenté vêtu comme un mandarin ou un fonctionnaire lui aussi, mais son manteau est rouge et or et son chapeau porte deux pans sur les côtés, de plus, il tient souvent un lingot d'or dans les mains et est entouré d'argent ou d'or. Parfois par homonymie, son image est remplacé par une chauve-souris.

### Lu Xing
(chinois simplifié : 禄星 ; chinois traditionnel : 祿星 ; pinyin : Lù Xīng ; EFEO : Lou Sing) « L'Étoile/Astre des Émoluments ». Le terme lù (祿) signifie les honoraires d'un mandarin, il s'agit donc ici de dignités officielles largement rétribuées, honneurs et bénéfices pécuniaires, ces deux choses sont toujours inséparables chez les Chinois. Lù Xīng s'appellerait en vérité Shí Fèn (石奮) et était un lettré du  Hé Nèi (河内) (Hanoï) qui devint grand dignitaire à la cour de l'Empereur  Hàn Jǐng Dì (漢景帝) (156-140 av. J.-C.), le fondateur de la Dynastie Han (漢朝). L'Empereur qui le couvrit d'or, lui et ses quatre enfants, lui accorda le nom honorifique de Wan Shi Jun (萬石君) « Monsieur Dix Mille Shi » (le shi était une mesure de grains et de monnaie), d'ailleurs il est souvent désigné sous ce titre de nos jours encore, dans les livres chinois. Ses honoraires étaient fort considérables. À sa mort, Shi Fen est devenu un des « Cinq Esprits/Dieux du Groupe Stellaire de la Constellation du Pôle Sud » et plus tard encore, l'« Astre du Bonheur ». 
Une autre tradition fait de lui  Kuí Xīng (奎星) « l'Étoile Kui » l'acolyte de « l'Esprit/Dieu de la Littérature », Wén Chāng (文昌) ou l'Esprit/Dieu lui-même, car il reçut lui aussi autrefois le titre de « Chargé des Dignités et des Émoluments des Vivants et des Morts ».
On le représente souvent vêtu comme un mandarin ou un fonctionnaire de la Cour, d'apparence assez frêle, portant un long manteau de couleur bleue ou verte, un chapeau sur la tête et tenant dans sa main un rouleau ; il est souvent entouré d'enfants. On le confond parfois avec son acolyte, Fú Xīng. Parfois par homonymie, il est remplacé par un cerf.

### Shou Xing
(chinois simplifié : 寿星 ; chinois traditionnel : 壽星 ; pinyin : Shòu Xīng ; EFEO : Cheou Sing) « L'Étoile/Astre de La Longévité », sans doute le plus connu des trois, et le seul à être déjà un « Esprit/Dieu ». Shòu Xīng était une divinité stellaire, qui plus tard fut représentée sous forme humaine. Il appartient à la Constellation des étoiles Jiǎo (角) et Kàng (亢), qui figurent au premier rang sur la liste des Èr Shí Bā Xiù (二十八宿) « Vingt-huit Constellations », et c'est pour ce motif d'antériorité qu'on l'appelle « l'Astre de la Longévité ».
Une autre tradition dit que lorsque ce « Vieillard du Pôle Sud » se montre, c'est alors présage de paix, mais que quand il disparaît, c'est signe de guerre. Selon cette version, son étoile se trouverait au sud des étoiles Hú (弧) (partie du Grand Chien et d'Argo), ce serait elle qui déterminerait les limites de la vieillesse et qui fixerait la durée de la vie humaine. Au matin de l'équinoxe d'automne, elle apparaît dans la Constellation Jǐng (景), et le soir du printemps, elle apparaît dans la Constellation Dīng (丁) ; pour cela, on l'appelle « Longévité Brillante » et s'il elle venait à disparaître, les hommes seraient dans la perplexité. 
Quoi qu'il en soit, on le reconnaît souvent à son apparence hors du commun, vêtu d'un long manteau aux larges manches, le crâne chauve et bombé, avec de longs favoris et une moustache blanche, tenant un bâton tordu à son extrémité dans la main gauche et une pêche d'immortalité dans la droite. Parfois par homonymie, il est remplacé par un pin.
Au Japon, il est vénéré sous le nom de Jurōjin (寿老人) et emprunte les mêmes traits que son homologue chinois.

## Symbolisme
Comme l'indique leur nom, ces « Trois Étoiles/Astres du Bonheur » portent chance à celui qui les vénère ou leur voue un culte ; on trouve souvent dans les échoppes chinoises ou les grands magasins leurs images, soit dessinées sur des posters en couleurs, soit des statues les représentant de toutes les matières possibles (porcelaine, fer, bois, plastique, etc). Il n'est pas rare non plus de les trouver dans un restaurant encore de nos jours et d'y voir devant un plat de fruits laissé à leur intention ou un autel dressé spécialement pour eux, juste à côté du « Dieu local du Sol », un autre Esprit/Dieu très cher aux Chinois lui aussi.

## liens externes
- « Mythologie chinoise : San Xing », sur mythologica.fr (consulté le 25 décembre 2023)